# Rödlmühle
Rödlmühle ist ein Ortsteil der Gemeinde Schmidgaden im Landkreis Schwandorf des Regierungsbezirks Oberpfalz im Freistaat Bayern.

## Geografie
Rödlmühle liegt 6 Kilometer nördlich von Schmidgaden am Hüttenbach. Der 19,7 Kilometer lange Hüttenbach trägt die Gewässerkennzahl 14722. Er entspringt am Südwesthang des 667 Meter hohen Buchberges, fließt in Richtung Südosten und mündet bei Schwarzenfeld in die Naab. Bei Rödlmühle mündet von Nordwesten kommend der Espanbach in den Hüttenbach.

## Geschichte
Die Rödlmühle wird 1596 erstmalig erwähnt. 1606 wird Sebastian Zistler auf der Mühle genannt.
1808 wurde die Rödlmühle im Häuser- und Rustikalsteuerkataster mit ihrem Besitzer Georg Lettner aufgeführt. Die Rödlmühle hatte 2 Gänge und eine Schneidsäge.
1808 begann in Folge des Organischen Ediktes des Innenministers Maximilian von Montgelas in Bayern die Bildung von Gemeinden. Dabei wurde das Landgericht Nabburg zunächst in landgerichtische Obmannschaften geteilt. Rödlmühle kam zur Obmannschaft Wolfsbach. Zur Obmannschaft Wolfsbach gehörten: Wolfsbach, Gösselsdorf, Götzendorf, Windpaißing, Littenhof, Scharlmühle und Rödlmühle.
1811 wurden in Bayern Steuerdistrikte gebildet. Rödlmühle kam zum Steuerdistrikt Wolfsbach. Der Steuerdistrikt Wolfsbach bestand aus den Dörfern Wolfsbach und Littenhof, dem Weiler Gams, den Einöden Rödlmühle und Zißlmühle und den Privatwaldungen im Wetterberg. Er hatte 28 Häuser, 198 Seelen, 300 Morgen Äcker, 90 Morgen Wiesen, 150 Morgen Holz, 2 Weiher, 50 Morgen öde Gründe und Wege, 12 Pferde, 48 Ochsen, 40 Kühe, 36 Stück Jungvieh, 120 Schafe, 30 Schweine und 2 Ziegen.
1818 wurde mit dem Zweiten Gemeindeedikt die übertriebene Zentralisierung weitgehend rückgängig gemacht und es wurden relativ selbständige Landgemeinden mit eigenem Vermögen gebildet, über das sie frei verfügen konnten. Hierbei kam Rödlmühle zur Ruralgemeinde Rottendorf. Die Gemeinde Rottendorf bestand aus den Ortschaften Rottendorf mit 38 Familien, Hohersdorf mit 8 Familien, Grimmerthal mit 1 Familie, Wolfsbach mit 16 Familien, Rödlmühle mit 2 Familien, Zißlmühle mit 2 Familien und Littenhof mit 10 Familien. Im Januar 1972 wurde die Gemeinde Rottendorf in die Gemeinde Schmidgaden eingegliedert.
Rödlmühle gehört zur Filialkirche Gösselsdorf, Pfarrei Rottendorf im Dekanat Nabburg. 1997 gab es in Rödlmühle 7 Katholiken.

## Einwohnerentwicklung ab 1819
| Jahr | Einwohner  | Gebäude |
| ---- | ---------- | ------- |
| 1819 | 2 Familien | k. A.   |
| 1828 | 7          | 1       |
| 1838 | 11         | 1       |
| 1864 | k. A.      | 4       |
| 1875 | 8          | 5       |
| 1885 | 8          | 1       |
| 1900 | 9          | 1       |
| 1913 | 10         | 1       |

| Jahr | Einwohner | Gebäude |
| ---- | --------- | ------- |
| 1925 | 9         | 1       |
| 1950 | 9         | 1       |
| 1961 | 9         | 1       |
| 1964 | 9         | 1       |
| 1970 | 5         | k. A.   |
| 1987 | 5         | 1       |
| 2011 | 5         | k. A.   |

## Tourismus
Am südlichen Ortsrand der Rödlmühle überquert der Karl-Krampol-Weg den Hüttenbach.